# Bürgermeisterei Poppelsdorf
Die Bürgermeisterei Poppelsdorf war eine von zunächst neun preußischen Bürgermeistereien, in welche sich der 1816 gebildete Kreis Bonn (später Landkreis Bonn) im Regierungsbezirk Köln verwaltungsmäßig gliederte. 1822 kam die Bürgermeisterei zur damals neu gebildeten Rheinprovinz. Der Bürgermeisterei unterstanden acht Gemeinden. 1904 wurde die Bürgermeisterei Poppelsdorf aufgelöst, die zugehörigen Gemeinden teilweise in die Stadt Bonn eingemeindet und die übrigen Gemeinden der gleichzeitig neu gebildeten Bürgermeisterei Duisdorf zugeordnet.

## Gemeinden und zugehörige Ortschaften
Zur Bürgermeisterei Poppelsdorf gehörten folgende Gemeinden und Ortschaften (Stand 1888; heutige Schreibweise):
- Dottendorf mit dem Dottenhof
- Duisdorf mit dem Weiler Medinghoven
- Endenich mit dem Weiler Dransdorferfeld sowie den Wohnplätzen Kreuzberg und Mordkapelle
- Ippendorf
- Kessenich mit den Wohnplätzen Paulshof, Rosenburg und Waldau
- Lengsdorf mit dem Wohnplatz Stiefelsblech (Alfterhof)
- Poppelsdorf mit dem Wohnplatz Melb
- Röttgen mit dem Dorf Ückesdorf und den Forsthäusern Röttgen, Schönewaldhaus und Venne

## Geschichte
Das Verwaltungsgebiet der Bürgermeisterei Poppelsdorf war bis zum Ende des 18. Jahrhunderts Teil des Oberamtes Bonn im Kurfürstentum Köln. Von 1798 bis 1814 gehörte es zu Frankreich. Poppelsdorf war in der Zeit Sitz einer Mairie, die zum Kanton Bonn externe im Arrondissement de Bonn des Rhein-Mosel-Départements gehörte. Das Verwaltungsgebiet der Mairie Poppelsdorf war identisch mit dem der späteren preußischen Bürgermeisterei.
Aufgrund der Beschlüsse auf dem Wiener Kongress wurde 1815 das Rheinland dem Königreich Preußen zugeordnet. Unter der preußischen Verwaltung wurden 1816 Regierungsbezirke und Kreise gebildet, während linksrheinisch in der Regel die Verwaltungsbezirke der französischen Mairies vorerst beibehalten wurden. Die Bürgermeisterei Poppelsdorf gehörte zum Kreis Bonn im Regierungsbezirk Köln. 1822 kam der Kreis Bonn und damit die Bürgermeisterei Poppelsdorf zur damals neu gebildeten Rheinprovinz. 1894–1896 entstand für die Bürgermeisterei an der Kirschallee 23 ein neues Rathaus (heute unter Denkmalschutz).
Zum 1. Juni 1904 wurden die Gemeinden Dottendorf, Endenich, Kessenich und Poppelsdorf in die Stadt Bonn eingemeindet und die Bürgermeisterei Poppelsdorf aufgelöst. Die Gemeinden Duisdorf, Ippendorf, Lengsdorf und Röttgen wurden der neu gebildeten Bürgermeisterei Duisdorf zugeordnet, die 1927 in Amt Duisdorf umbenannt wurde. 1969 wurde das Amt Duisdorf aufgelöst, die ebenfalls aufgelösten Gemeinden Duisdorf, Ippendorf, Lengsdorf und Röttgen wurden Ortsteile in der gleichzeitig neu gebildeten Stadt Bonn.

## Statistiken
Nach der Topographisch-Statistischen Beschreibung der Königlich Preußischen Rheinprovinzen aus dem Jahr 1830 gehörten zur Bürgermeisterei Poppelsdorf acht Dörfer, ein Weiler, drei einzeln stehende Höfe und neun Mühlen. Der Bevölkerung standen elf Kirchen, Bethäuser und Kapellen zur Verfügung, weiterhin gab es 16 öffentliche Gebäude und 885 Wohnhäuser. Im Jahr 1816 wurden in den acht Gemeinden insgesamt 4.471 Einwohner gezählt, 1828 waren es 5.058 Einwohner darunter 2.485 männliche und 2.573 weibliche; 4.918 Einwohner gehörten dem katholischen, 53 dem evangelischen und 87 dem jüdischen Glauben an.
Weitere Details entstammen dem Gemeindelexikon für das Königreich Preußen aus dem Jahr 1888, das auf den Ergebnissen der Volkszählung vom 1. Dezember 1885 basiert. Im Verwaltungsgebiet der Bürgermeisterei Poppelsdorf lebten insgesamt 13.864 Einwohner in 1.982 Häusern; 7.198 der Einwohner waren männlich und 6.846 weiblich. Bezüglich der Religionszugehörigkeit waren 12.308 katholisch und 1.123 evangelisch; 18 gehörten andern christlichen Glaubensrichtungen an; die 195 jüdischen Einwohner waren hauptsächlich in Endenich, Kessenich und Poppelsdorf angesiedelt. In Poppelsdorf waren 495 aktive Militärpersonen registriert.
1885 betrug die Gesamtfläche der acht zur Bürgermeisterei gehörigen Gemeinden 5.542 Hektar, davon waren 1.868 Hektar Ackerland, 152 Hektar Wiesen und 3.103 Hektar Wald. Der größten Anteil am Wald hatte die Gemeinde Röttgen mit 2230 Hektar.